# Jules Van Merris
Jules Charles Joseph Cornelis Van Merris, ook Van Merris d'Ydewalle, (Poperinge, 4 juni 1831 - aldaar, 27 april 1899) was een Belgisch volksvertegenwoordiger.

## Biografie

### Familie
Jules Van Merris was een zoon van Joseph van Merris en Beatrice van Renynghe. Hij trouwde in 1854 in Brugge met Pauline van Outryve d'Ydewalle (1833-1911), dochter van Eugène-Augustin van Outryve d'Ydewalle.
Hij was een schoonbroer van ridder Eugène-Edouard van Outryve d'Ydewalle, burgemeester van Ruddervoorde, provincieraadslid van West-Vlaanderen, volksvertegenwoordiger en senator, ridder Charles-Julien van Outryve d'Ydewalle, volksvertegenwoordiger, en baron Jean-Baptiste Charles de Bethune, architect en provincieraadslid van West-Vlaanderen.

### Loopbaan
Van 1857 tot 1872 was hij gemeenteraadslid van Poperinge en schepen van 1869 tot 1872. Van 1864 tot 1868 was hij provincieraadslid van West-Vlaanderen. 
In 1868 versloeg hij nipt de zittende katholieke volksvertegenwoordiger Charles-Louis Van Renynghe en werd Van Merris (met enige vertraging door debat in het parlement over de ongeldige stemmen) liberaal volksvertegenwoordiger voor het arrondissement Ieper. Hij vervulde dit mandaat tot in 1870, toen hij door dezelfde Van Renynghe werd opgevolgd.
Hij was betrokken bij de bouw van Kapel De Wijk en het bijhorende klooster.